# Denise au téléphone
Pour plus de détails, voir Fiche technique et Distribution.
Denise au téléphone ou Fantaisies au bout du fil au Québec (Denise Calls Up) est un film américain réalisé par Hal Salwen, sorti en 1995.

## Synopsis
Linda se réveille un matin avec son téléphone qui sonne. Son amie, Gale, veut savoir comment s'est déroulée sa fête de la veille au soir. À son grand désarroi, Linda lui dit que personne n'est venu, "pas un seul". Sur cette base, Denise Calls Up est l'histoire de sept amies vivant à New York qui ne trouvent plus nécessaire de se rencontrer en personne à cause de la nouvelle ère de l'internet et des téléphones sans fil. 
Gale est moins contrariée par l'absentéisme absolu que par le fait que son amie Barbara n'a jamais pu rencontrer Jerry, avec qui Gale a essayé de lui arranger un rendez-vous. Elle appelle donc Barbara, la réprimandant pour son absence chez Linda et l'incitant à rencontrer Jerry. Après avoir protesté qu'elle était simplement trop occupée, Barbara finit par accepter. Pendant ce temps, Denise, qui est tombée enceinte grâce à une insémination de sperme anonyme, retrouve le donneur, Martin, et décide de l'appeler. Et c'est ainsi que les personnages, par téléphone et par fax, s'esquivent et se manquent les uns les autres, utilisant une excuse après l'autre pour éviter les réunions, les naissances et même un enterrement, jusqu'à ce que, finalement, Frank, déterminé à réunir tout le monde, organise une fête pour le réveillon du Nouvel An. Tous jurent qu'ils seront là. 

## Fiche technique
- Titre original : Denise Calls Up
- Titre français : Denise au téléphone
- Titre québécois : Fantaisies au bout du fil
- Réalisation : Hal Salwen
- Scénario : Hal Salwen
- Chef Décorateur : Susan Bolles
- Décorateur : Catherine Pierson
- Costumes : Edi Giguere
- Maquillage : Marie Del Prete
- Photographie : Michael Mayers
- Montage : Gary Sharfin
- Musique : Lynn Geller
- Production : 
  - Producteur : J. Todd Harris
  - Producteur exécutif : John Davis, Stephen Nemeth
  - Coproduction : Michael J. Cozell
- Société(s) de production : Dark Matter Productions, Davis Entertainment, Skyline Entertainment Partners
- Société(s) de distribution : ARP Sélection (France)
- Pays d’origine :  États-Unis
- Année : 1995
- Langue originale : anglais
- Format : couleur – 35 mm – 1,85:1 – Dolby SR
- Genre : comédie
- Durée : 80 minutes
- Dates de sortie :
  -  France : 24 janvier 1996
  -  Suisse : 26 janvier 1996
  -  Belgique : 31 janvier 1996
  -  États-Unis : 29 mars 1996

## Distribution
- Tim Daly (V.Q. : Jean-Luc Montminy) : Frank Oliver
- Caroleen Feeney (V.Q. : Anne Bédard) : Barbara Gorton
- Dan Gunther (V.Q. : Antoine Durand) : Martin Weiner
- Dana Wheeler-Nicholson (V.Q. : Geneviève De Rocray) : Gail Donelly
- Alanna Ubach (V.Q. : Aline Pinsonneault) : Denise Devaro
- Liev Schreiber (V.Q. : Pierre Auger) : Jerry Heckerman
- Aida Turturro (V.Q. : Hélène Mondoux) : Linda
- Sylvia Miles : Sharon
- Jean-Claude La Marre : Dalton Philips
- Mark Blum : Dr Brennan
- Hal Salwen : Jerry

Source et légende : Version québécoise (V.Q.) sur Doublage Québec.